# Козлово (село, Спировский район)
Ко́злово (карел. Šuuri Kozlova), ударение на первый слог, иногда Большое Козлово, Карельское Козлово — село в Спировском районе Тверской области России. Административный центр Козловского сельского поселения, образованного в 2005 году.

## География
Село стоит на реке Судомля, которая впадает в реку Тифину в 2,5 км к северу от села. Расположено в 32 км к северо-востоку от районного центра Спирово.

## История
В XIII—XVI веках окрестные земли входили в состав Бежецкой пятины Новгородской земли и были заселены славянами. В конце XVI — начале XVII веков, когда в результате «мора и разорения» (Смутное время) эти земли опустели и сюда началось переселение православных карел с Карельского перешейка (отходившего к Швеции, Столбовский мир), организованное московским правительством.
Старинное русское село Козлово впервые упоминается в писцовой книге в 1545 году. После Столбовского мира 1617 года, положившего конец русско-шведской войне 1613—1617 годов, эти земли начали заселяться карелами. Их потомки и сейчас живут на этих землях вместе с русскими.
Недавно был найден документ, повествующий о том, что карелы-переселенцы, спасаясь от эпидемии моровой язвы (чумы), по пути на Торжок нашли место для поселения в деревне Козлово. Это событие могло иметь место в начале XV века, так как эпидемия чумы свирепствовала в это время. На основании этого документа можно утверждать, что первое упоминание о селе можно датировать началом XV века.
- 1545 — первое упоминание в Писцовой книге Бежецкой пятины за 1545 г
- 1780 — заложена деревянная Введенская церковь
- 1783 — освещена Введенская церковь. Освящал храм настоятель Николо-Теребенской пустыни иеромонах Иероним
- 1803 — начато строительство каменного Введенского собора. Проект храма принадлежал выдающемуся архитектору Карлу Ивановичу Росси. Дело по строительству открывает прошение в Тверскую консисторию генерал-майора Ивана Терентьевича Сназина от 3 июля того же года. в Конце 200х годов совершенно случай в одном из частных архивов в Вышнем Волочке была найдена фотография Введенского собора начала 20го века
- 1834 — закончено строительство Введенского собора
- 1855 — построена колокольня Введенского собора
- 1859 — во владельческом селе Козлово 19 дворов, 175 жителей.
- 1871 — построена придельная (зимняя) церковь Введенского собора
- В конце XIX — начале XX века село — центр Козловской волости Вышневолоцкого уезда Тверской губернии.
- 1897 — открыта земская больница.
- 1898 — открыта одноклассная школа. (по некоторым данным в 1870)
- 1931 — создан колхоз.
- 1936 — создана МТС.
- 1937 — Постановлением президиума ВЦИК от 9 июля был образован Карельский национальный округ в составе Лихославльского, Максатихинского, Новокарельского, Рамешковского и вновь созданного Козловского районов.
- 1939 — Указом президиума Верховного Совета РСФСР от 7 февраля был упразднен Карельский национальный округ с передачей его районов в непосредственное подчинение Калининскому облисполкому.
- 1956 — 4 июля ликвидирован Козловский район, село Козлово стало центром сельсовета Спировского района Калининской области.
- В 1960—1980 годы в Козлове были: молокозавод, мастерские объединения «Сельхозтехника», сапоговаляльная мастерская; школа-интернат, больница, баня, посадочная площадка малой авиации.
- С 1964 года Козлово — центральная усадьба совхоза «Козловский».
- По переписи 1989 года в селе 489 жителей.
- В 1996 году — 205 хозяйств, 536 жителей.

## Население
| 1859 | 1939 | 1989 | 2002 | 2010 |
| ---- | ---- | ---- | ---- | ---- |
| 175  | ↗567 | ↘489 | ↘441 | ↘411 |

Население по переписи 2002 года — 441 человек, 194 мужчины, 247 женщин. Большинство по происхождению — тверские карелы. Козлово один из основных (наряду с селом Толмачи) культурных центров тверских карел области (Тверская Карелия).

## Известные уроженцы, жители
- Михаил Михайлович Орлов (1932—1993) автор букваря карельского языка m. Архивировано из оригинала 5 марта 2016 года..
- Анатолий Александрович Алексеев (1944) Художник

## Инфраструктура
- Администрация сельского поселения  (недоступная ссылка)
- МОУ средняя образовательная школа
- МДОУ детский сад
- Козловская участковая больница
- Сельский Дом культуры
- Козловская сельская библиотека им. М. М. Орлова m. Архивировано из оригинала 19 февраля 2014 года.
- Отделение почтовой связи
- Церковь Введения во храм Пресвятой Богородицы l. Архивировано из [hram-tver.narod.ru/spirovorn/kozlovospirovo.htm оригинала] 25 декабря 2012 года. (1834)
- Церковь Священномученика Алексия Сибирского
- Правление СПК «Козлово» (бывший совхоз «Козловский»)
- Магазины

## Достопримечательности
- Введенский собор. Построен 1834.
- Церковь Священномученика Алексия Сибирского. Построена в 2005 году силами студентов и преподавателей некоторых российских колледжей.
- Козловский аэродром. Заброшен.
- Козловская сельская библиотека им. М. М. Орлова. Архивировано из оригинала 22 апреля 2013 года.